# Bonns universitet

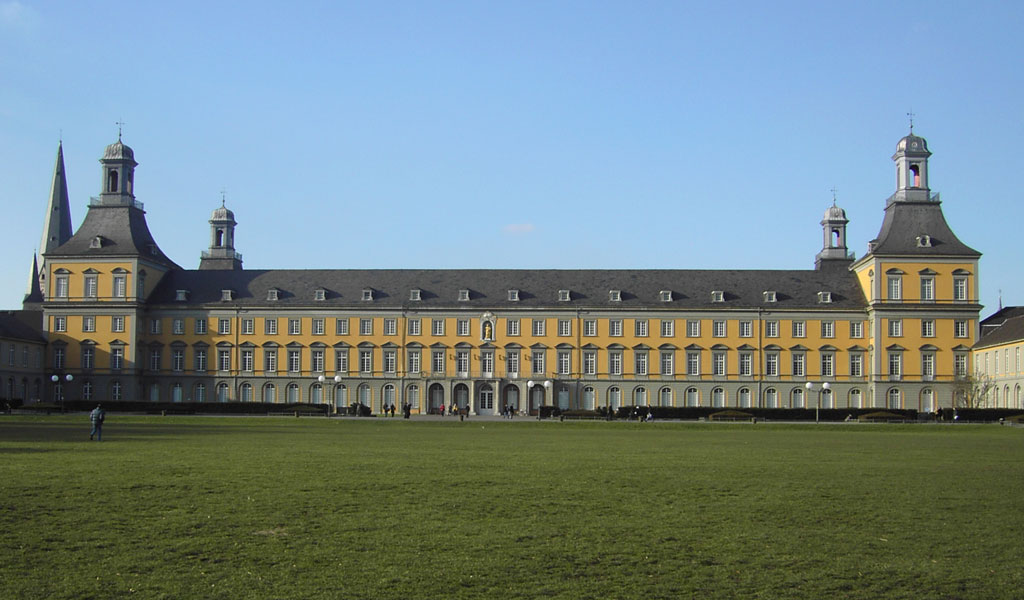
Huvudbyggnaden.

Bonns universitet (tyska: Rheinische Friedrich-Wilhelms-Universität Bonn) är ett universitet i Bonn i den tyska delstaten Nordrhein-Westfalen.

## Bakgrund
Det grundades som Kurkölnische Universität år 1777 med fyra fakulteter: teologi, juridik, medicin och Weltgelehrtheit (historisk-filosofisk). År 1784 tilldelade kejsare Josef II universitetet rätten att dela ut licentiat- och doktorsgrader, som utmärkte sig i hela det tysk-romerska riket. Universitetet stängdes under den franska ockupationen år 1798. Först den 18 oktober 1818 öppnades det igen, denna gång under dagens namn till ära för kung Fredrik Vilhelm III av Preussen som det fjärde preussiska universitetet efter Greifswalds universitet (1456), Humboldt-Universität zu Berlin (1810) och Universitetet i Wrocław.
Under vinterterminen 2003 hade universitetet ungefär 38 000 studenter, varav ungefär 5 500 var utländska från 130 olika länder. På grund av införandet av studieavgift sjönk antalet studenter till ungefär 31 000 under sommaren 2004.

## Fakulteter
- Katholisch-Theologische Fakultät
- Evangelisch-Theologische Fakultät
- Rechts- und Staatswissenschaftliche Fakultät
- Medizinische Fakultät
- Philosophische Fakultät
- Mathematisch-Naturwissenschaftliche Fakultät
- Landwirtschaftliche Fakultät

## Kända forskare med anknytning till universitetet
- August Wilhelm Schlegel (1767–1845), litteratur
- Ernst Moritz Arndt (1769–1860), historia
- Friedrich Wilhelm Ritschl (1806–1876), klassisk filologi
- Karl Barth (1886–1968), teologi
- Heinrich Hertz (1857–1894), fysik
- Johannes Schmidt (1843–1901), indogermanistik/slavistik
- Wolfgang Paul (1913–1993), Nobelpristagare i fysik
- Carl Adam Petri (född 1926), informatik
- Joseph Ratzinger (född 1927), teologi
- Joseph Schumpeter (1883–1950), nationalekonomi
- August Gottfried Schweitzer (1788–1854), lantbruksvetenskap
- Reinhard Selten (född 1930), nobelprisvinnare i ekonomi
- Karl Simrock (1802–1872), germanistik, översättare av Nibelungenlied
- Friedrich August Kekulé von Stradonitz (1829–1896), kemi
- Carl Troll (1899–1975), geografi

## Hedersdoktorer
- Thomas Mann (utdelat 1919)